# Aborígenes (mitologia)

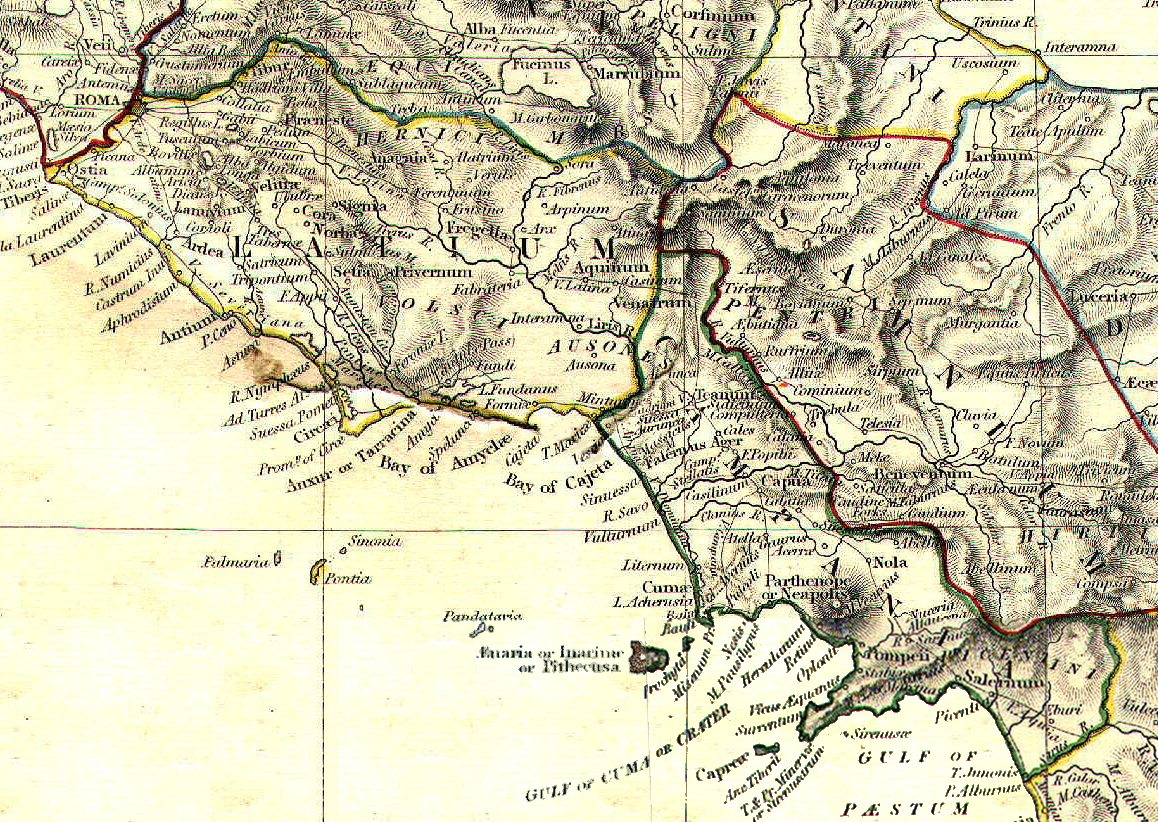
Um mapa do Lácio, terra natal dos aborígines.

Aborígenes, na mitologia romana, são os antigos habitantes da Itália Central, ligados a na história lendária a Eneias, Latino e Evandro. Eles teriam descido das montanhas perto de Reate (antiga cidade sabina) em Lácio, onde expulsaram os sículos e subsequentemente se estabeleceram como latinos sob o Rei Latino.
Acredita-se que os aborígines tenham descendido dos pelasgos, os habitantes originais da Grécia e das regiões vizinhas.